# Richard M. Linnehan
Richard M. Linnehan, född 19 september 1957 i Lowell, Massachusetts, är en amerikansk astronaut uttagen i astronautgrupp 14 den 5 december 1992.

## Rymdfärder
- Columbia - STS-78
- Columbia - STS-90
- Columbia - STS-109
- Endeavour - STS-123